# Municipio de Milford (condado de Somerset)
El municipio de Milford (en inglés: Milford Township) es un municipio ubicado en el condado de Somerset en el estado estadounidense de Pensilvania. En el año 2000 tenía una población de 1.561 habitantes y una densidad poblacional de 20 personas por km².

## Geografía
El municipio de Milford se encuentra ubicado en las coordenadas 40°00′06″N 79°10′29″O / 40.00167, -79.17472.

## Demografía
Según la Oficina del Censo en 2000 los ingresos medios por hogar en la localidad eran de $34,458 y los ingresos medios por familia eran $38,750. Los hombres tenían unos ingresos medios de $29,038 frente a los $21,000 para las mujeres. La renta per cápita para la localidad era de $14,836. Alrededor del 14,3% de la población estaban por debajo del umbral de pobreza.